# I've Been Losing You
I've Been Losing You is een nummer van de Noorse band a-ha. Het is de eerste single van hun tweede studioalbum Scroundel Days uit 1986. Op 22 september dat jaar werd het nummer wereldwijd op single uitgebracht.

## Achtergrond
De plaat werd een nummer 1-hit in a-ha's thuisland Noorwegen en in Denemarken. In een deel  van Europa, Oceanië en in Japan werd de plaat een bescheiden hit. In Australië werd de 21e positie behaald, Nieuw-Zeeland de 15e, Japan de 76e, Denemarken de nummer 1-positie, de Eurochart Hot 100 de 3e, Zweden de 11e, Finland de 12e, Frankrijk de 14e, Duitsland de 15e, Oostenrijk de 20e, Zwitserland de 16e, Ierland de 3e en in het Verenigd Koninkrijk de 8e positie in de UK Singles Chart.
In Nederland was de plaat op vrijdag 10 oktober 1986 Veronica Alarmschijf op Radio 3 en werd een radiohit in de destijds twee landelijke hitlijsten op de nationale publieke popzender. De plaat bereikte in zowel de Nederlandse Top 40 als de Nationale Hitparade de 11e positie. In de Europese hitlijst op Radio 3, de TROS Europarade, werd de 10e positie behaald.
In België bereikte de plaat de 8e positie in de Vlaamse Radio 2 Top 30 en de 13e positie in de voorloper van de Vlaamse Ultratop 50. In Wallonië werd géén notering behaald.